# 斯特里米夫希納
50°51′56″N 28°53′29″E / 50.86556°N 28.89139°E
斯特里米夫希納（烏克蘭語：Стримівщина），是烏克蘭北部的村莊，隸屬日托米爾州的科羅斯滕區。該村始建於1946年，面積0.67平方公里，海拔高度185米，2001年人口78。